# Plecoptera taeniata
Plecoptera taeniata là một loài bướm đêm trong họ Erebidae.